# Piotr Gierowski
Piotr Gierowski (* 1978 Krakov) je polský slavista-bohemista, teoretik a historik literatury. Vystudoval českou filologii na na Jagellonské univerzitě v Krakově. Doktorát získal v roce 2009. Je autorem mnoha prací o dějinách české literatury. Zabývá se především recepcí pražského strukturalismu v Polsku. Napsal knihu Struktury historii: o czeskim projekcie dziejów literatury na tle recepcji praskiego strukturalizmu w Polsce. Spolu s Jackem Baluchem vydal česko-polský slovník literárních pojmů.